# Кахтанити
Кахтанити (арапски: قَحْطَانِيون), такође познати као Бану Кахтан (арапски: بنو قحطان) или њиховим надимком ал-Араб ал-Ариба (арапски: العرب العاربة), су Арапи који потичу из данашњег Јемена. Термин „Кахтан“ помиње се у више древних јужноарапских натписа пронађених у Јемену. Неке арапске традиције верују да су Кахтанити оригинални Арапи.
У неким јудео-хришћанско-исламским традицијама, кахтански Арапи потичу од Јокшана, Аврамовог сина преко Хетуре и полубрата Исмаела, Аврамовог сина преко Хагаре.

## Традиционална арапска генеалогија
Према арапској традицији, Кахтанити су из Јужне Арабије, за разлику од Аднанита који су са севера Арабије и потичу од Исмаела преко Аднана. Арапска традиција тврди да су полулегендарна предачка личност по имену Кахтан и његових 24 сина преци Јемена који су контролисали Арабијско полуострво познато као Кахтани.
Међу Кахтановим синовима су значајне личности попут Азала (за кога Арапи верују да је то био оригинални назив Сане), Хадрамаута и Џурхума чији су потомци формирали друго племе Џурхум, од кога се традиционално верује да је Исмаел научио арапски. Други син је Јаруб, а његов син Јашјуб је отац Сабе. Сва јеменска племена воде своје порекло до овог „Сабе“, било преко Химјара или Калана, његова два сина.
Кахтански народ је подељен у две подгрупе: Химјар и Калан, који представљају насељене Арапе југа и њихове номадске сроднике (номаде). Каланска дивизија Кахтана састоји се од четири подгрупе: Та или Тај, групе Азд која је извршила инвазију на Оман, групе Амела - Џудам из Палестине и групе Хамдан - Мадхиџ која је углавном остала у Јемену.
Огранак Кахлан обухвата следећа племена: Азд ( Аус и Хазрајџ, Барик, Гасан, Хуза и Давс), Хамдан, Хатам, Баџила, Мадхиџ, Мурад, Зубаид, Ашар, Лахм, Тај (Шамар) и Кинда.

### Преисламска миграција Кахтана из Арабије
Рани Семити који су развили цивилизације широм древног Блиског истока постепено су се одрицали своје геополитичке супериорности над околним културама и суседним империјалним силама, обично због унутрашњих немира или спољних сукоба. Ово је кулминирало доласком Вавилонаца, а потом и ривалских Међана и Персијанаца, током 7. и 6. века пре нове ере. Иако су Семити изгубили геополитички утицај, арамејски језик се појавио као лингва франка већег дела Блиског истока. Међутим, употреба арамејског језика је опала након пораза Персијанаца и доласка хеленских војски око 330. године пре нове ере.
Гасаниди (око 250. године нове ере) били су последња велика неисламска семитска миграција ка северу из Јемена. Они су оживели семитско присуство у тадашњој Сирији под римском контролом. У почетку су се населили у региону Хауран, а на крају су се проширили на Палестину и Јордан, накратко осигуравши управљање Сиријом од Набатејаца.

## Након успона ислама
Између 7. и 14. века, Кахтанити су се укључили у муслиманска освајања, мигрирајући на новоосвојене територије и мешајући се са локалним становништвом. У доба Омејада, избила је крвна освета између Кахтанита и Аднанитских племена Кајс, која се наставила у различитим облицима и степену до 19. века, у ономе што је постало познато као ривалство Кајса и Јамана.